# BMI Regional

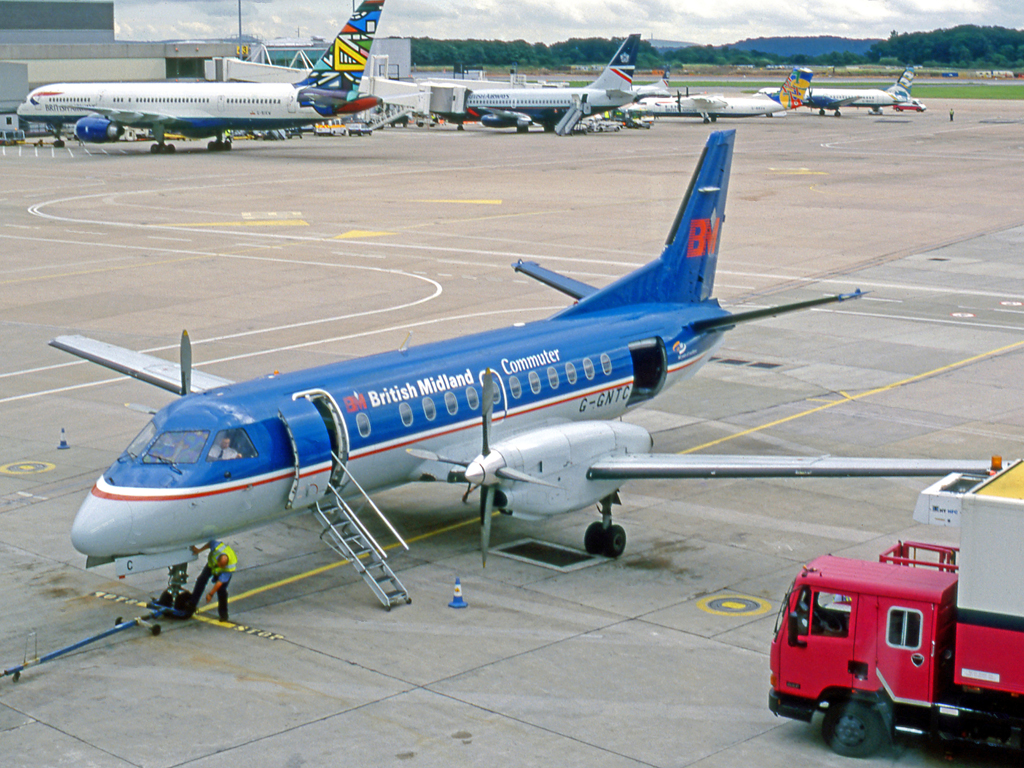
Saab 340 från British Midland Commuter på Manchester Airport 1998.

BMI Regional var ett brittiskt regionalt flygbolag som bedrev reguljär passagerartrafik över hela Storbritannien och Europa under namnet flybmi. Den 16 februari 2019 meddelade flybmi att bolaget var på obestånd, ansökte om konkurs och ställde in samtliga avgångar med omedelbar verkan.
Flygbolagets huvudkontor låg på East Midlands Airport i North West Leicestershire men hade sitt säte på Glasgow Airport. Flygbolaget hade operativa baser i Aberdeen, Birmingham, Bryssel, Bristol, East Midlands, Newcastle och München.
BMI Regional var ett tidigare dotterbolag till British Midland International (BMI) som köptes från Lufthansa av International Airlines Group (IAG) den 20 april 2012. Flybmi.com såldes till Sector Aviation Holdings i maj 2012 och drivs som ett oberoende flygbolag från oktober 2012. I augusti 2015 blev flygbolaget en del av den nya flygbolagsgruppen Airline Investments Limited (AIL), tillsammans med Loganair.

## Historia
Flygbolaget bildades 1987 som Business Air och startade sin verksamhet i augusti 1987. År 1998 förvärvades Business Air av British Midland och blev British Midland Commuter. År 2001 bytte flygbolaget namn till bmi regional och senare till Flybmi.com i december 2017.[källa behövs]
År 2014 blev Flybmi.com utsett till det mest punktliga flygbolaget i Storbritannien för nionde året i rad. Baserat på statistik från den brittiska luftfartsmyndigheten uppnådde flygbolaget en punktlighet på över 92 procent under 2013.

## Flyglinjer
Vid tidpunkten för konkursen 2019 trafikerade flybmi tre flygplatser i Sverige: Karlstad Airport och Jönköping Airport med destinationen Frankfurt am Main samt Norrköping flygplats med destinationen München i Tyskland. 

## Flotta
I december 2017 bestod BMI Regionals flotta av följande flygplan:
| Flygplan        | Antal | Order | Passagerare | Noteringar                                                               |
| --------------- | ----- | ----- | ----------- | ------------------------------------------------------------------------ |
| Embraer ERJ-135 | 4     | —     | 37          |                                                                          |
| Embraer ERJ-145 | 16    | —     | 49          | Ett flygplan vardera flyger för Brussels Airlines, Nordica och Loganair. |
| Totalt          | 20    | —     |             |                                                                          |